# Velká růžová plavba teplého Ala
Velká růžová plavba teplého Ala (v anglickém originále Big Gay Al's Big Gay Boat Ride) je čtvrtý díl první řady amerického komediálního animovaného televizního seriálu Městečko South Park.

## Děj
Stan zjistí, že je jeho pes Sparky gay. Ve škole mezitím terénují Stan se spolužáky fotbal. Sparky ho navštíví, ale když se vyspí s Clydeovým psem, chce ho Stan změnit. Stana navštíví i jeho strýc Jimbo s Nedem, kteří v něm vidí naději na vítězství nad Middle Parkem, a proto si jdou na Southparkský tým vsadit, čímž připoutají pozornost veřejnosti, která si jde na něj také vsadit. Jimbo dostane strach, že když tým prohraje, dav lidí se na ně vrhne. Koupí s Nedem bombu, kterou dají na koně, maskota fotbalového týmu Middle Parku a která bouchne ve chvíli, kdy bratr Johna Stamose Richard během poločasu zazpívá část písně Lovin' You při dvoučárkovaném f, s cílem navždy jim vzít maskota. Sparky Stanovi uteče a najde velkého Teplého Ala a jeho teplý útulek. Stan ho začne hledat, přičemž jeho tým a sázkaři na něj nejvíce spoleháli v zápase, na kterém bez něj vede tým Middle Parku. Stan objeví Ala, který ho provede homosexuální historií a svým útulkem. Stan konečně chápe, že se Sparky nemůže změnit a bere ho takového jaký je. Jimbo je zklamán, když Richard není schopen zazpívat dvoučárkované f, ale to už přispěchá na zápas Stan, aby uhrál týmu 6 bodů, což je nejlepší výsledek v historii klubu. South Park sice znovu prohrál, ale fanoušci si přesto vyslechnou Stana, který jim poví o přirozenosti homesexuality a zavede je k Alovi, který jim vrátí jejich odvržené mazlíčky, a Richard jim ukáže perfektně zazpívanou píseň, čímž aktivuje bombu, která zabije maskota Middleparkského týmu.